# Panhard & Levassor Type U3
Der Panhard & Levassor Type U3 ist ein frühes Pkw-Modell. Hersteller war Panhard & Levassor in Frankreich.

## Beschreibung
Die Fahrzeuge haben einen von Arthur Constantin Krebs entwickelten Ottomotor. Im Motorcode „T4I“ steht das „T“ für diesen „Centaure allégé“ genannten Motor und die „4“ für die Anzahl der Zylinder.
Der Vierzylinder-Reihenmotor hat einzeln gegossene Zylinder. Er hat 110 mm Bohrung, 140 mm Hub und 5322 cm³ Hubraum. Er wurde auch 24/25 CV, ab 1910 25 CV genannt. Die Leistung des Frontmotors wird über ein Vierganggetriebe und Ketten an die Hinterachse übertragen.
Der Radstand beträgt zwischen 277 cm und 313 cm. Bekannt sind Aufbauten als  Doppelphaeton.
Die Produktion lief von Oktober 1907 bis Juni 1911. In den einzelnen Kalenderjahren wurden 6, 226, 156, 69 und 3 Fahrzeuge hergestellt. Zusammen sind das 460 Fahrzeuge, von denen 164 exportiert wurden.
Vorgänger war der Type O. Der ähnliche Type U1 wurde zeitweise parallel angeboten. Nachfolger wurde der Type U10.